# شاپرک کلم
شاپرک کَلَم (نام علمی: Plutella xylostella) یا شب‌پره پشت‌الماسی نام یک گونه از تیره شاپرک‌های پشت‌الماسی است.